# Le Castellet, Alpes-de-Haute-Provence
Le Castellet (occitanska: Lo Castelet) är en kommun i departementet Alpes-de-Haute-Provence i regionen Provence-Alpes-Cote d'Azur i sydöstra Frankrike. Kommunen ligger  i kantonen Les Mées som ligger i arrondissementet Digne-les-Bains. År 2022 hade Le Castellet 300 invånare.

## Befolkningsutveckling
Antalet invånare i kommunen Le Castellet
Referens: INSEE